# Байон (Мёрт и Мозель)
Байо́н (фр. Bayon) — коммуна во французском департаменте Мёрт и Мозель региона Лотарингия. Является центром одноимённого кантона.	

## География
Байон расположен в 33 км к юго-востоку от Нанси. Соседние коммуны: Лоре и Сен-Мар на севере, Эньевиль на северо-востоке, Фровиль на востоке, Виллакур на юго-востоке, Вирекур на юге, Мангонвиль и Ровиль-деван-Байон на юго-западе, Ланёввиль-деван-Байон на западе, Нёвиллер-сюр-Мозель на северо-западе.			
Город расположен на высоком месте на правом берегу Мозеля у места впадения в него Эрона. Такое расположение старинного центра обеспечивало ему естественную защиту. Байон является важным узловым центром, к которому сходятся дороги из Нанси, Люневиля, Аруэ, Везелиза, Шарм-ла-Коте, Рамбервиллера и Эпиналя. В 1860 году сюда была проведена железная дорога и построен железнодорожный вокзал Байон на территории современного Вирекура к югу от города. После этого Байон стал расширяться в сторону Вирекура. 
Через город проходит Восточный канал, соединяющий реки Маас и Мозель с Соной.

## Транспорт
- Местная железнодорожная линия TER Лотарингии Нанси—Эпиналь.
- Национальная автодорога RN 57 проходит в 6 км на запад сразу за Ланёввиль-деван-Байон.

## История
Это примечательное место, называвшееся «берег Лебель», служило укреплённым лагерем со времени железного века, о чём свидетельствуют многочисленные монеты и фрагментов керамики, обнаруженные в этих местах. Оно защищено с одной стороны Мозелем, а с другой - его притоком Эроном. 

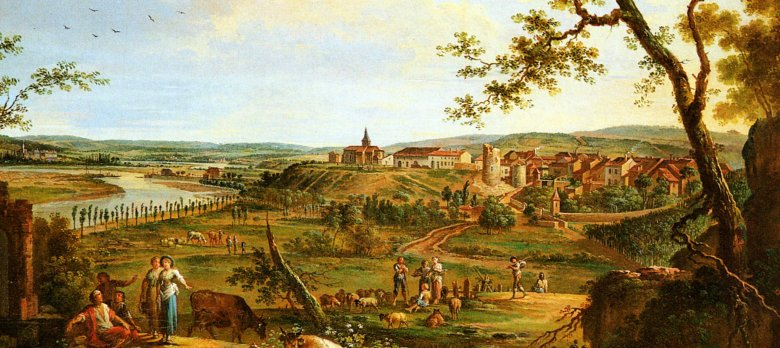
Байон и Мозель. (Жан-Батист Клодо, ок.1800).

В XIII веке Генрих Ломбард, сын герцога Лотарингии Ферри I, принимает имя Байон, становясь, таким образом, сеньёром города. Он построил замок, окруженный сплошными стенами в окружении высоких башен, которые ещё сохранялись в конце XIX века. В 1422 году, усадьба перешла в руки дома Арокур. Пользуясь своим положением, город обогащается за счет торговли. 
Будучи в союзе с бургундцами, крепость пострадала от армии графов де Водемон и герцогов Лотарингии. Как и большинство крепостей в Лотарингии, Байон был разобран в 1636 году французами по приказу Людовика XIII и Ришельё. В 1720 году Байон стал маркизатом и принадлежал Марии Изабель де Людр, а в 1757 году становится собственностью Шомона де Галазьер. 
Во время французской революции, Байон становится центром кантона в регионе Люневиль.

## Демография
Население коммуны на 2010 год составляло 1566 человек.
| 1962 | 1968 | 1975 | 1982 | 1990 | 1999 | 2010 |
| ---- | ---- | ---- | ---- | ---- | ---- | ---- |
| 1343 | 1421 | 1515 | 1530 | 1464 | 1405 | 1566 |

## Достопримечательности

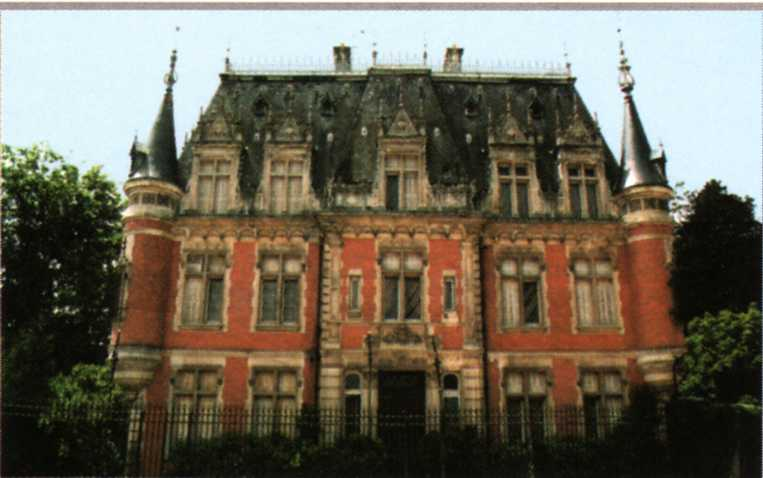
Замок XIX века, реконструирован в XX веке. Неоренессанс.

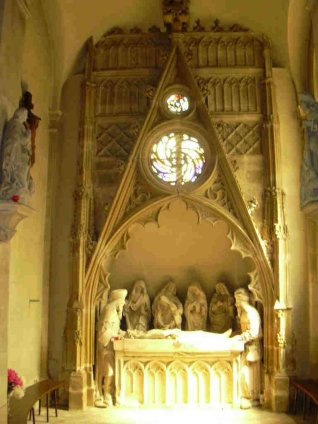
Церковь Сен-Мартен в Байоне. Гробница XV века.

- Замок начала XIII века был разрушен в XVII веке и разобран французами в 1636 по приказу Ришельё. В 1874 году на его месте был сооружён дом в стиле неоренессанса, который был разрушен во время Второй мировой войны, позже воостановлен в несколько изменённом виде.
- Военное кладбище.
- Порт на Восточном канале.
- Церковь Сен-Мартен XIX века, гробница XV века.

## Города-побратимы
- Германия Штрелен